# Episodi di Maude (prima stagione)
La prima stagione della serie televisiva Maude è stata trasmessa negli Stati Uniti dal 12 settembre 1972 al 20 marzo 1973, posizionandosi al 4º posto nei rating Nielsen di fine anno con il 24,7% di penetrazione e con una media superiore ai 16 milioni di spettatori.
| nº | Titolo originale                             | Titolo italiano       | Prima TV USA      | Prima TV Italia |
| -- | -------------------------------------------- | --------------------- | ----------------- | --------------- |
| 1  | Maude's Problem o Maude and the Psychiatrist |                       | 12 settembre 1972 |                 |
| 2  | Doctor, Doctor                               |                       | 19 settembre 1972 |                 |
| 3  | Maude Meets Florida                          |                       | 26 settembre 1972 |                 |
| 4  | Like Mother, Like Daughter                   |                       | 3 ottobre 1972    |                 |
| 5  | Maude and the Radical                        |                       | 10 ottobre 1972   |                 |
| 6  | The Ticket                                   |                       | 17 ottobre 1972   |                 |
| 7  | Love and Marriage                            |                       | 24 ottobre 1972   |                 |
| 8  | Flashback                                    |                       | 31 ottobre 1972   |                 |
| 9  | Maude's Dilemma: Part 1                      |                       | 14 novembre 1972  |                 |
| 10 | Maude's Dilemma: Part 2                      |                       | 21 novembre 1972  |                 |
| 11 | Maude's Reunion                              |                       | 28 novembre 1972  |                 |
| 12 | The Grass Story                              |                       | 5 dicembre 1972   |                 |
| 13 | The Slumlord                                 |                       | 19 dicembre 1972  |                 |
| 14 | The Convention                               |                       | 2 gennaio 1973    |                 |
| 15 | Walter's 50th Birthday                       | Walter compie 50 anni | 23 gennaio 1973   |                 |
| 16 | Maude and the Medical Profession             |                       | 30 gennaio 1973   |                 |
| 17 | Arthur Moves In                              |                       | 6 febbraio 1973   |                 |
| 18 | Florida's Problem                            |                       | 13 febbraio 1973  |                 |
| 19 | Walter's Secret                              |                       | 27 febbraio 1973  |                 |
| 20 | Maude's Good Deed                            |                       | 6 marzo 1973      |                 |
| 21 | The Perfect Marriage                         |                       | 13 marzo 1973     |                 |
| 22 | Maude's Night Out                            |                       | 20 marzo 1973     |                 |